# Carl Johan Norell
Carl Johan Norell, född 1729, död den 21 februari 1803, var en svensk jurist. 
Carl Johan Norells far var smedson och kyrkoherde i Uppland. Han blev auskultant i Svea hovrätt 1752, extra ordinarie kanslist i Justitierevisionsexpeditionen 1753, tillförordnad domhavande 1755, sekreterare i lagkommissionen 1759, biträdande ledamot i särskild division av Göta hovrätt i Linköping 1762, ledamot i extra hovrätt i Borås stad 1766, adjungerad ledamot i Svea hovrätt 1771, assessor 1772, hovrättsråd 1781, ledamot av lagkommissionen 1792 samt ledamot av Högsta domstolen 1796. Norell blev riddare av Nordstjärneorden 1798. Enligt Birger Wedberg bör han räknas som en av de mest utmärkta ledamöterna av Högsta domstolen under gustavianska skedet.